# Superprestige veldrijden 1984-1985
De Superprestige veldrijden 1984-1985 was de derde editie van de Superprestige veldrijden. Er werden 8 wedstrijden verreden. Roland Liboton won het eindklassement voor Hennie Stamsnijder, de winnaar van de eerste twee edities.

## Puntenverdeling
Punten werden toegekend aan alle crossers die in aanmerking kwamen voor Superprestige-punten. De top vijftien ontving punten aan de hand van de volgende tabel:
| Positie | 1  | 2  | 3  | 4  | 5  | 6  | 7 | 8 | 9 | 10 | 11 | 12 | 13 | 14 | 15 |
| Punten  | 15 | 14 | 13 | 12 | 11 | 10 | 9 | 8 | 7 | 6  | 5  | 4  | 3  | 2  | 1  |

## Kalender en podia
| Datum            | Locatie      | Eerste              | Tweede              | Derde               |         |
| ---------------- | ------------ | ------------------- | ------------------- | ------------------- | ------- |
| 4 november 1984  | Zürich       | Paul De Brauwer     | Roland Liboton      | Roger Lienhard      | details |
| 25 november 1984 | Valkenswaard | Hennie Stamsnijder  | Roland Liboton      | Reinier Groenendaal | details |
| 9 december 1984  | Rome         | Roland Liboton      | Radomir Simunek     | Hennie Stamsnijder  | details |
| 23 december 1984 | Oss          | Roland Liboton      | Reinier Groenendaal | Hennie Stamsnijder  | details |
| 30 december 1984 | Diegem       | Roland Liboton      | Frank van Bakel     | Hennie Stamsnijder  | details |
| 5 januari 1985   | Zillebeke    | Reinier Groenendaal | Rudy Thielemans     | Johan Ghyllebert    | details |
| 13 januari 1985  | Asper-Gavere | Hennie Stamsnijder  | Reinier Groenendaal | Adrie van der Poel  | details |
| 20 januari 1985  | Overijse     | Hennie Stamsnijder  | Paul De Brauwer     | Reinier Groenendaal | details |

## Eindklassement
| Positie | Naam                | Punten |
| ------- | ------------------- | ------ |
| 1       | Roland Liboton      | 108    |
| 2       | Hennie Stamsnijder  | 99     |
| 3       | Reinier Groenendaal | 87     |
| 4       | Frank van Bakel     | 75     |
| 5       | Radomir Simunek     | 60     |
| 6       | Paul De Brauwer     | 57     |
| 7       | Johan Ghyllebert    | 57     |
| 8       | Albert Zweifel      | 43     |
| 9       | Rudy De Bie         | 39     |
| 10      | Ivan Messelis       | 39     |